# Дамір Кахріман
Дамір Кахріман (серб. Damir Kahriman / Дамир Кахриман, нар. 19 листопада 1984, Белград) — сербський футболіст, воротар «Црвени Звезди» та національної збірної Сербії.

## Біографія

### Клубна кар'єра
В дитинстві Дамір грав у баскетбол і волейбол, але професійно займався тільки футболом. Кахріман виступав за молодіжну команду «Севойно». Після був запрошений в «Слободу» з міста Ужиці, незабаром через успішні виступи за молодіжний склад він був переведений в основу команди у віці 17 років. Всього за клуб він провів 1 матч у чемпіонаті Сербії і Чорногорії. Його наступним клубом був «Явор» з Іваниці. У сезоні 2002/03 він зіграв за клуб 23 матчі. Потім короткий час був на перегляді у французькій «Бастії».
Влітку 2004 року він перейшов в «Земун» на правах вільного агента. Кахріман в команді був дублером Владимира Стойковича. Всього в команді він провів 16 матчів. Взимку 2006 року він перейшов в «Воєводини». У сезоні 2006/07 разом з командою завоював бронзові медалі чемпіонат Сербії і «Воєводина» отримала право грати в Кубку УЄФА сезону 2007/08. Також в цьому сезоні Дамір разом з клубом дійшов до фіналу Кубка Сербії, де його команда поступилася з рахунком 2-0 «Црвені Звезді». 19 липня 2007 дебютував у єврокубках у матчі кваліфікації Кубка УЄФА проти мальтійського «Хіберніанс», який сербська команда виграла з рахунком 5:1. В цьому матчі Кахріман пропустив єдиний гол на 86 хвилині від Пабло Доффо. Воєводина" успішно пройшла «Хіберніанс», але в наступному матчі вона поступилася мадридському «Атлетіко» з рахунком 5-1 за сумою двох матчів. Кахріман провів всі 4 матчі «Воєводини» в кваліфікації. У команді він грав протягом двох років і зіграв в 47 матчах.
У січні 2008 року підписав контракт з турецьким «Коньяспором». Угода була розрахована на 2,5 року. Клуб за нього заплатив 2 000 000 євро. У команді Кахріман закріпитися не зміг: він зіграв в чемпіонаті Туреччини всього у 5 матчах в яких пропустив 15 м'ячів. Сезон 2008/09 він провів в клубі «Рад», де зіграв 26 матчів, в яких пропустив 27 голів. У серпні 2009 року він повернувся в «Явор» на правах вільного агента. Його контракт розрахований до червня 2011 року.
В кінці грудня 2010 року з'явилася інформація про те, що Кахріман незабаром підпише контракт із сімферопольською «Таврією». На Кахрімана також претендували самарські «Крила Рад». Незабаром стало відомо, що Дамір прибув на збір «Тавріе» в Алушті 5 січня 2011 року разом зі своїм одноклубником з «Явора» Гораном Гогичем.
21 лютого 2011 року Дамір підписав контракт з «Таврією» за схемою «1+1». У Прем'єр-лізі України дебютував 6 березня 2011 року в виїзному матчі проти дніпропетровського «Дніпра», що завершився з рахунком 2:2. У сезоні 2010/11 «Таврія» посіла 7 місце і за різницею забитих і пропущених м'ячів поступилася місцем в Лізі Європи полтавській «Ворсклі», Кахріман провів в чемпіонаті 10 матчів в яких пропустив 14 м'ячів. Таким чином за перші півроку проведені в команді Дамір став основним гравцем клубу. З того моменту протягом трьох з половиною сезонів був основним воротарем сімферопольців, виграючи конкуренцію у Сергія Погорілого. В травні 2014 року, після вильоту команди з Прем'єр-ліги і її розформування, покинув «Таврію» на правах вільного агента.
4 липня 2014 року підписав контракт з «Црвеною Звездою».

### Кар'єра в збірній
Провів 3 матчі за юнацьку збірну Сербії до 19 років в турнірах під егідою УЄФА.
Кахріман брав участь у молодіжному чемпіонаті Європи 2007 року в Нідерландах в складі молодіжної збірної Сербії. Тоді Сербія в своїй групі зайняла перше місце. У півфіналі Сербія перемогла з рахунком 2-0 Бельгію і вийшла у фінал. У фіналі серби з великим рахунком поступилися господарям турніру з рахунком (4:1), в цьому матчі Кахріман відбив пенальті Раяна Бабеля і незважаючи на 4 пропущених м'яча Дамір провів хороший поєдинок. За підсумками турніру Дамір Кахріман потрапив в символічну збірну турніру.
В кінці січня 2008 року був вперше викликаний Мирославом Джукичем в національну збірну Сербії на товариський матч проти збірної Македонії. 6 лютого 2008 року дебютував у збірній у виїзному матчі проти Македонії, який завершився з рахунком 1:1. Кахріман вийшов у перерві замість Радиши Ілича, а на 58 хвилині він пропустив гол від Ніколче Новескі.
Вдруге до збірної Дамір був запрошений наприкінці травня 2011 року, коли головний тренер збірної Сербії Владимир Петрович знову викликав Кахрімана в збірну, на товариські матчі проти Південної Кореї та Австралії. Кахріман зіграв весь матч з австралійцями 7 червня 2011, який завершився з рахунком 0-0. З того часу регулярно викликається до збірної.
Наразі провів у формі головної команди країни 7 матчів.

## Статистика

### Клубна
Станом на 15 березня 2012 року
| Сезон   | Клуб              | Ліга         | Ігор | Голів |
| ------- | ----------------- | ------------ | ---- | ----- |
| 2001    | «Слобода» (Ужице) | Друга ліга   | 1    | 0     |
| 2002/03 | «Слобода» (Ужице) | Третя ліга   | 0    | 0     |
| 2003/04 | «Явор» (Іваниця)  | Друга ліга   | 3    | 0     |
| 2004/05 | «Земун»           | Перша ліга   | 2    | 0     |
| 2005/06 | «Земун»           | Перша ліга   | 14   | 0     |
| 2005/06 | «Воєводина»       | Перша ліга   | 13   | 0     |
| 2006/07 | «Воєводина»       | Суперліга    | 25   | 0     |
| 2007/08 | «Воєводина»       | Суперліга    | 11   | 0     |
| 2007/08 | «Коньяспор»       | Суперліга    | 5    | 0     |
| 2008/09 | «Рад»             | Суперліга    | 26   | 0     |
| 2009/10 | «Явор» (Іваниця)  | Суперліга    | 25   | 0     |
| 2010/11 | «Явор» (Іваниця)  | Суперліга    | 15   | 0     |
| 2010/11 | «Таврія»          | Прем'єр-ліга | 10   | 0     |
| 2011/12 | «Таврія»          | Прем'єр-ліга | 20   | 0     |

### Збірна
Станом на 15 березня 2012 року
| Збірна Сербії | Збірна Сербії | Збірна Сербії |
| Роки          | Ігри          | Голи          |
| ------------- | ------------- | ------------- |
| 2008          | 1             | 0             |
| 2009          | 0             | 0             |
| 2010          | 0             | 0             |
| 2011          | 2             | 0             |
| 2012          | 1             | 0             |
| Всього        | 4             | 0             |

## Досягнення
- Чемпіон Сербії (1):

«Црвена Звезда»: 2015/16
- Бронзовий призер чемпіонату Сербії (1): 2006/07
- Фіналіст Кубка Сербії (1): 2006/07
- Фіналіст молодіжного чемпіонату Європи (1): 2007